# Церковь Нигерии
Англиканская церковь Нигерии (Church of Nigeria) — англиканская община Нигерии, крупнейшая англиканская церковь после Церкви Англии. Провинция Англиканского Сообщества. Штаб-квартира расположена в городе Абуджа. Образована в 1979 году в результате объединения нигерийских приходов англиканской церкви. Насчитывает около 18 миллионов прихожан. Возглавляется архиепископом. Первым епископом церкви был Сэмюэл Кроутер. Поддерживает консервативное крыло Епископальной церкви США. Запрещает венчание ВИЧ-инфицированных.
15 сентября 2009 года Церковь Нигерии избрала себе нового, четвёртого по счету, Архиепископа. Им стал Николас Орогово Око (Nicholas Orogodo Okoh).